# 손경원
손경원(1969년~)은 대한민국의 국가대표 여자 농구 선수였다. 포지션은 가드이다. 삼천포여자종합고등학교(현 삼천포여자고등학교)를 1988년에 졸업하고 실업팀 삼성생명(구 동방생명)에 연고선수로 입단했다. 1994년 아시안 게임 금메달리스트이다. 1998년 은퇴했다. 현재 SSA(손경원 스포츠 아카데미)라는 스포츠클럽을 차려 아이들에게 농구를 가르치고 있다. 

## 경력
- 삼천포여자종합고등학교
- 삼성생명
- 엘림스포츠클럽 강사